# Messina Chasmata

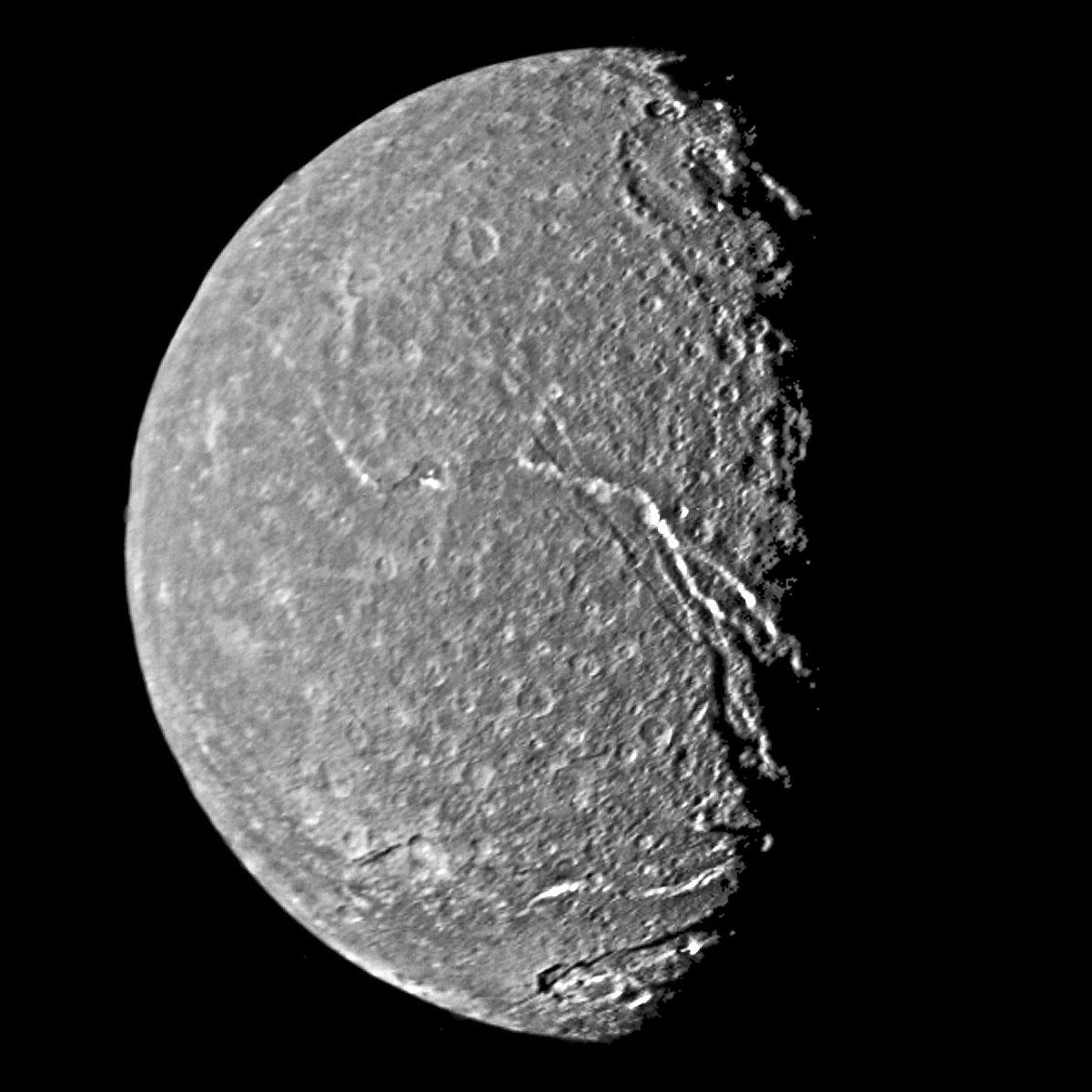
Messina Chasmata este aproape de centrul acestei imagini Voyager 2 a Titaniei.

Messina Chasmata /me'si.na kas'ma.ta/ este cel mai mare canion sau sistem de canioane de pe suprafața satelitului uranian Titania, numit după o locație din comedia lui William Shakespeare Mult zgomot pentru nimic. Forma de relief cu o lungime de 1.492 kilometri (927 mi) include două falii normale care circulă NV–SE, care leagă un bloc crustal coborât în jos, formând o structură numită graben. Grabenul taie cratere de impact, ceea ce înseamnă probabil că s-a format într-o etapă relativ târzie a evoluției satelitului, când interiorul Titaniei s-a extins și ca rezultat scoarța sa de gheață s-a crăpat. Messina Chasmata are doar câteva cratere suprapuse, ceea ce implică, de asemenea, a fi relativ tânără. Forma de relief a fost fotografiată pentru prima dată de Voyager 2 în ianuarie 1986. 